# Om Hong-gil
Om Hong-gil, korejsky 엄홍길 (* 14. září 1960) je jihokorejský horolezec. V roce 2001 stal druhým Jihokorejcem a desátým mužem celkem, kterému se podařilo dosáhnou vrcholů všech 14 hor vyšších než 8000 metrů. Stal se také prvním člověkem, který dokázal vystoupit na šestnáct nejvyšších hor světa. Po výstupu na svou poslední osmitisícovku K2 se začal věnovat vedení jihokorejských horolezeckých expedic. Vedl například expedice k Mount Everestu v letech 2002 a 2003. On sám dokázal vylézt na Mount Everest jak ze severu tak z jihu a celkem stál na jeho vrcholu třikrát.

## Úspěšné výstupy na osmitisícovky
- 1988 Mount Everest (8849 m)
- 1993 Čo Oju (8201 m)
- 1995 Makalu (8465 m)
- 1995 Broad Peak (8047 m)
- 1995 Lhotse (8516 m)
- 1996 Dhaulágirí (8167 m)
- 1996 Manáslu (8163 m)
- 1997 Gašerbrum I (8068 m)
- 1997 Gašerbrum II (8035 m)
- 1999 Annapurna (8091 m)
- 1999 Nanga Parbat (8125 m)
- 2000 Kančendženga (8586 m)
- 2000 K2 (8611 m)
- 2001 Šiša Pangma (8013 m)

## Další úspěšné výstupy
- 2004 Yalung Kang (8505 m) - východní vrchol Kančendžengy
- 2007 Lhotse Shar (8383 m) - východní vrchol Lhotse